# Sylvano Bussotti
 (septembre 2021).
Si vous disposez d'ouvrages ou d'articles de référence ou si vous connaissez des sites web de qualité traitant du thème abordé ici, merci de compléter l'article en donnant les références utiles à sa vérifiabilité et en les liant à la section « Notes et références ».
Sylvano Bussotti, né à Florence le 1er octobre 1931 et mort à Milan le 19 septembre 2021, est un compositeur, interprète, peintre, écrivain, metteur en scène, créateur de costumes et acteur italien.

## Biographie
Né dans une famille d'artistes (son frère Renzo et son oncle Tono Zancanaro sont tous deux des peintres figuratifs), il commence très jeune l'étude du violon et s'inscrit au cours de composition au Conservatoire musical Luigi-Cherubini de Florence où il a comme professeurs Roberto Lupi et Luigi Dallapiccola, mais il est contraint d'interrompre ses études à cause de la guerre.
Il approfondit ses études de composition en autodidacte, et à partir de 1956 il devient élève à Paris de Max Deutsch ; c'est à Paris qu'il rencontre Pierre Boulez, qui, avec le musicologue Klaus Metzger, l'invite à suivre ses fameux cours d'été à Darmstadt.
La première exécution publique de sa musique a lieu en 1958 en Allemagne, grâce au pianiste américain David Tudor, ami et interprète fidèle de l'œuvre de John Cage. Peu après, Cathy Berberian et Pierre Boulez présentent ses œuvres en France.
Il séjourne aux États-Unis en 1964-65, invité par la Fondation Rockefeller à Buffalo et à New York. En 1967, il reçoit le prix "all'Amelia" de la Biennale de Venise. En 1972 il réside pendant un an à Berlin. Il a demeuré à Milan, Paris et Florence.
Membre d’un groupe d’artistes florentins qui compte Marcello Aitiani, Giancarlo Cardini, Giuseppe Chiari, Pietro Grossi, Daniele Lombardi, Sergio Maltagliati et Albert Mayr, il expérimente alors l’interaction entre son, geste et image.
Parallèlement à son travail de composition, Bussotti n'a de cesse de cultiver d'autres centres d'intérêt. Ses œuvres picturales sont exposées dans plusieurs pays (entre autres au musée d'Orsay, et il dirige plusieurs opéras (se chargeant aussi bien de la direction que de la mise en scène et des costumes) dans des opéras et des manifestations telles que le Maggio Musicale Fiorentino, le Teatro Regio de Turin, la Fenice de Venise, les Arènes de Vérone, le Liceu de Barcelone, la Zarzuela de Madrid, le Teatro alla Scala de Milan. Il figure sur la liste des signataires de la pétition qui, en juillet 1986, appelle à construire la salle modulable à l'Opéra Bastille. Il publie également le recueil de poésie Letterati ignoranti, l'essai littéraire I miei Teatri, le recueil Disordine alfabetico et le volume illustré Moda e Musica.
Il est commandeur de l'ordre des Arts et des Lettres français.

## Style musical
Sa musique interprète l'Éros comme force dionysiaque libératrice présente dans l'être humain. L'osmose entre les divers langages l'a poussé à adopter un système libre de notation graphique, qui fait de ses autographes musicaux de véritables œuvres d'art.
On parle dans ce cas de graphisme musical, par exemple avec Calendario Giapponese pour douze instruments de 1992, ou Autotondo Tondodono, dessin sonore indéterminé, hommage à Tono Zancanaro, publié en 1991.
En contraste avec l'orientation structuraliste en vogue à Darmstadt à la fin des années 1950, il se rapproche de la musique et de la philosophie de John Cage, qu'il a rencontré lors des cours d'été dans la ville allemande. Il adopta un langage très libre, lié au hasard et à l'indétermination, même si dans son style, résolument moderne et original, peuvent affleurer des échos de l'expérience romantique tardive de ses compositeurs préférés, de Gustav Mahler à Giacomo Puccini et Alban Berg.
Publié d'abord par Universal Edition, il se lie ensuite avec la casa Ricordi (la maison Ricordi) à partir de 1956.

## Œuvres

### Œuvres théâtrales et ballets
- La Passion selon Sade (mistero da camera, 1965)
- Raramente (mistero coreografico, 1971)
- Lorenzaccio (1968-72)
- Bergkristall (ballet, 1973)
- Nottetempo (dramma lirico, 1976)
- La rarità. Potente (1979)
- Phaidra/Heliogabalus (ballet, 1980)
- Le Racine, pianobar pour Phèdre (opéra de chambre, 1980)
- Le Bal Mirò (balletto pantomime, 1981)
- Nympheo (Scartafaccio per opera video e/o lettura da concerto, 1984)
- Fedra (tragedia lirica, 1988)
- L'ispirazione (melodramma in tre atti, (1988)
- Bozzetto siciliano (opera in un atto, 1988-1989)
- Tieste (La Tragedia, 1993)
- Quatre danses d'Alain[3] (compositions d’Alain Daniélou et Sylvano Bussotti, ballet, Rome 1995)
- Silvano Sylvano. Rappresentazione della vita, opera da camera in un tempo su testi di Sylvano Bussotti, pour soprano, ténor, basse, récitant, ballerines et ensemble instrumental (2002-2007, work in progress). Création : Rome, Auditorium Parco della Musica, Sala Petrassi, 4 juillet 2007.

### Autres compositions
- Due voci pour soprano, ondes Martenot et orchestre (1958)
- Five Piano Pieces for David Tudor pour piano (1959)
- lettura di Braibanti pour voix soliste (1959)
- Sette fogli pour piano (1959)
- Pièces de chair II pour pianoforte, baryton, voix féminine et instruments (1960)
- Tableaux vivants pour deux pianos (1964)
- Solo per numerosi strumenti a tastiera e un solo esecutore (1966)
- ancora odono i colli per sestetto vocale misto (1967)
- Marbre per archi e spinetta obbligata (1967)
- Rara-Requiem per voix soliste, chœur et grand groupe instrumental (1969-70)
- I semi di Gramsci poème symphonique per quartetto d'archi e orchestra (1967-70)
- Musica per Amici pour piano (1971)
- AUTOTONO pittografie per un numero indefinito di strumenti e interpreti (1977)
- Dai, dimmi su! per 11 strumenti (1978)
- Danza di bufera pour orchestre (1980)
- Il catalogo è questo, ciclo di quattro lavori sinfonici (1981 - 1988)
- Rosso per orchestra (1983)
- in memoriam Cathy Berberian pour acteur, flûte, viole et piano (1984)
- La Fiorentinata per orchestra (1984)
- Qu'un corps défiguré per viola, hautbois, fagotto, trombone e percussions (1986)
- Nuit du faune "concerto per orchestra con poemi e figure" (1990-91)
- Calendario Giapponese per 12 strumenti (1992)
- Madrelingua per coro maschile, harpe obbligata et orchestre (1994)
- Quarto Quartetto per quatuor à cordes (1995)
- La cellula di Luigi per clarinette basse, tromba, violon et piano à quatre mains (1997)
- L'INFINITO per alto, due basse, flûte, clarinette, violon, violoncelle, percussions et pianoforte a 4 mani (1999)
- Poésies à Maldoror per otto violoncelle (2000)
- Signore non son degno per piccolo coro maschile (2003)
- Te Deum per coro e orchestra (2004)
- Orchestre mozartiane I "nel Nome" per orchestra (2005)
- Orchestre mozartiane II "REBUS BENE GESTIS" per orchestra con tromba in Re concertante (2006)

### Œuvres graphiques, en prose et en vers
- I miei teatri, Il Novecento editore, Palerme, 1982.
- Letterati Ignoranti, poesie per musica, Quaderni di Barbablù, Sienne, 1986.
- Sylvano Bussotti, nudi ritratti e disegnini, con testi di Romani Brizzi, Trucchi e Bussotti, Il polittico editore, Rome, 1991.
- Non fare il minimo rumore, Edizioni del Girasole, Ravenne, 1997.
- Disordine alfabetico, Spirali edizioni, Milan, 2002.
- La calligrafia di un romanzo uno e due, racconto in Peccati veniali, a cura di A. Veneziani, Coniglio editore, Rome, 2004.
- L'acuto, postfazione a Angelo d'Edimburgo di Fabio Casadei Turroni, edizioni Le Mondine, Molinella, 2006.
- I Mozart vanno vanno, interludio in La notte delle dissonanze, a cura di Sandro Cappelletto, EDT, Turin, 2007.